# Blang Rheue (Ulim)
Blang Rheue is een bestuurslaag in het regentschap Pidie Jaya van de provincie Atjeh, Indonesië. Blang Rheue telt 152 inwoners (volkstelling 2010).